# Bilekallahalli, Chikmagalur
Bilekallahalli là một làng thuộc tehsil Chikmagalur, huyện Chikmagalur, bang Karnataka, Ấn Độ.